# Chiesa di Sant'Elisabetta (Breslavia)
La basilica di Sant'Elisabetta, in polacco Bazylika Świętej Elżbiety, è una chiesa cattolica di Breslavia, in Polonia.
Sorge oltre l'angolo nord-ovest della Piazza del Mercato ed è un grande edificio gotico in mattoni appartenente all'Ordine francescano secolare. Con la sua massa caratterizza il profilo cittadino.
Parrocchiale storica di Breslavia, dal 2003 è basilica minore

## Storia e descrizione

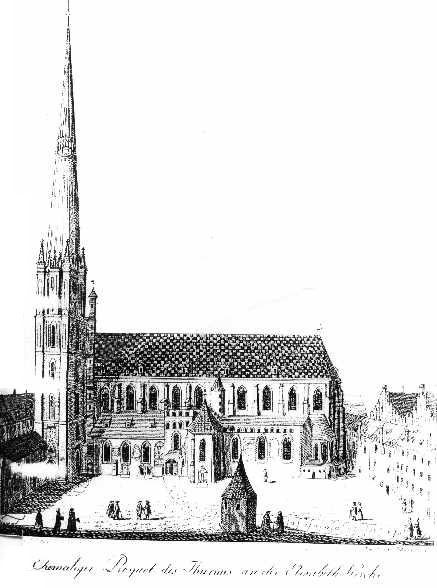
Veduta della chiesa in una stampa del XV secolo con l'alta guglia di 130,5 m.

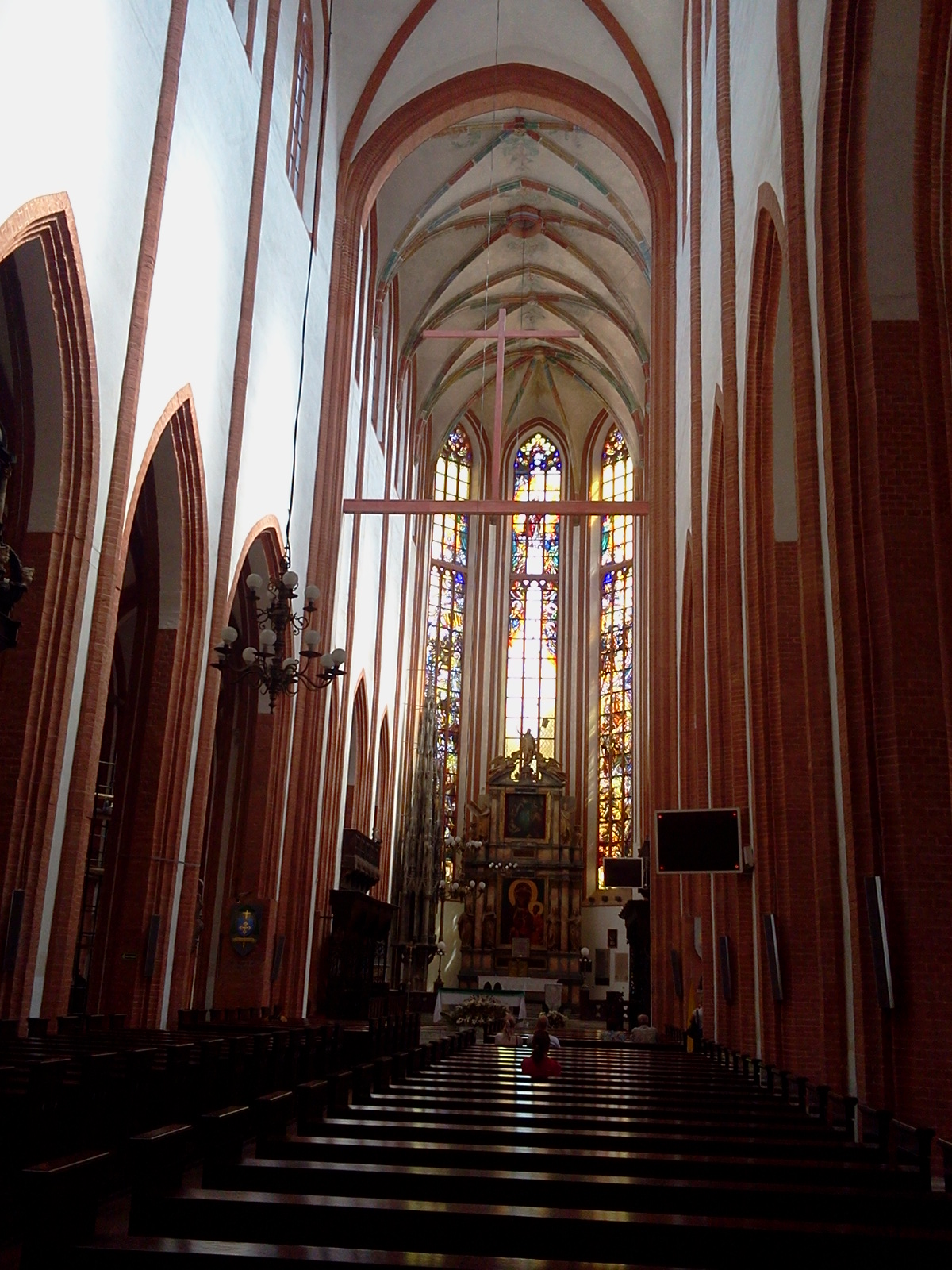
Veduta dell'interno.

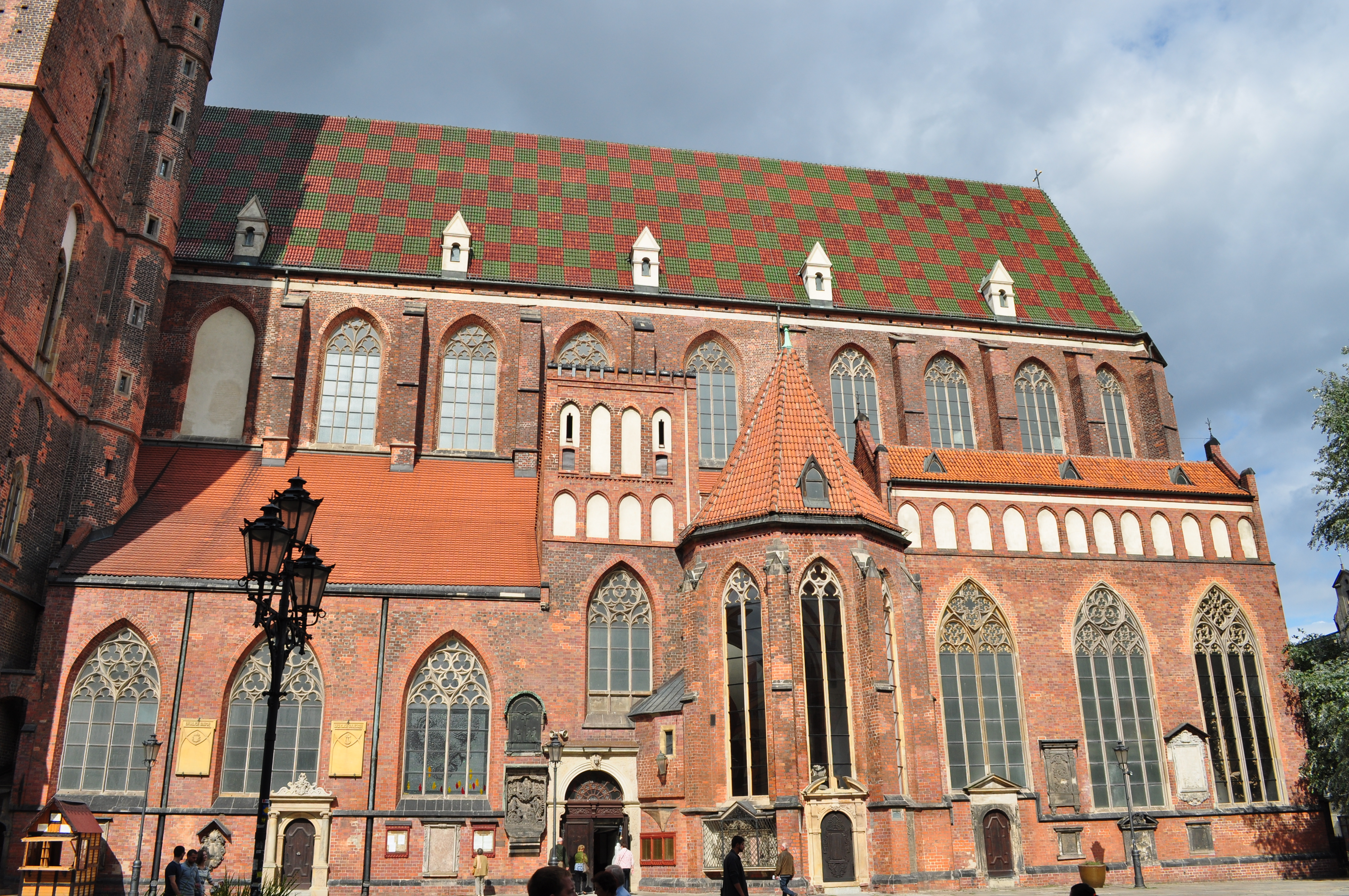
Il fianco meridionale

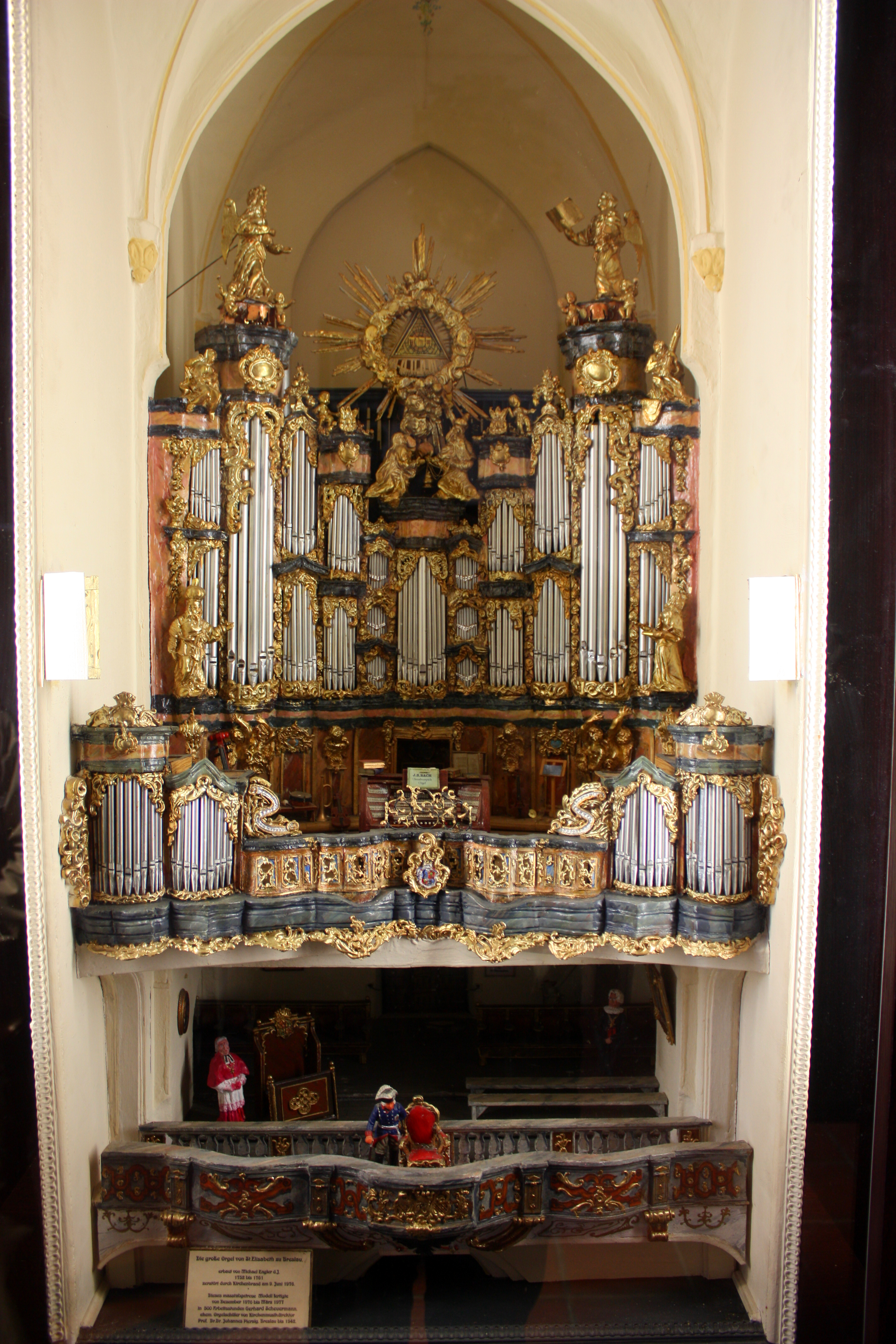
Modellino dell'organo barocco.

La prima chiesa in questo luogo, già dedicata a San Lorenzo, venne eretta probabilmente agli inizi del XIII secolo, in mattoni e pietra in stile romanico. Nel 1253 l'edificio venne donato dal duca di Breslavia Enrico III il Bianco ai Crocigeri della stella rossa che vi fondarono un monastero e l'Ospizio di Sant'Elisabetta. Il 19 novembre 1257 la chiesa fu consacrata a Sant'Elisabetta d'Ungheria dal vescovo Tommaso I Rawicz.
L'edificio attuale, di stile gotico, venne fondato dal duca Boleslao III il Prodigo come chiesa parrocchiale nel primo terzo del XIV secolo. Il cantiere venne iniziato a partire dalla base della torre occidentale, elevata fra il 1309 e il 1318. Fra il 1330 e il 1380 si pose mano alla chiesa. Entro il 1340 venne eretto il piedicroce; nel 1384 Otto di Nissa vi aggiunse la cappella della Vergine e nel 1387 venne completato il coro. Il campanile venne terminato nel 1457 con un'agilissima guglia di ben 130,5 metri d'altezza. La più alta della regione e una delle più alte del mondo dell'epoca.
Ha pianta basilicale a tre navate, con le laterali lunghe fino al coro, ma senza deambulatorio. Presenta dimensioni imponenti a sottolineare il ruolo di parrocchiale dei borghesi e ricchi mercanti cittadini, in competizione con la Cattedrale di San Giovanni, espressione del potere nobile-clericale.
Attorno alla chiesa sorgeva un cimitero, circondato da una corona di case minuscole dei canonici, detti altarystów (guardiani degli altari), che accentuavano ancora di più le dimensioni della chiesa. Oggi ne rimangono superstiti due unite da un caratteristico arco che fungeva da ingresso: Jaś i Małgosia, letteralmente "Giovanni e Margherita", il nome in polacco della celebre fiaba di Hänsel e Gretel, divenute un simbolo cittadino.
Il 6 aprile 1525 la chiesa divenne il primo tempio protestante della Slesia, guidata dal pastore Ambrosius Moiban, divenendo la chiesa principale luterana di Breslavia.
L'alta guglia della torre andò distrutta durante una tempesta nel 1529 e suoi detriti caddero sul cimitero che circondava la chiesa. Ricostruita fra il 1531 e il 1535 in stile rinascimentale, da allora presenta un'altezza di 91.46 metri.
Nel 1598 venne intrapresa una ristrutturazione dell'edificio, durante il quale venne rifatto il tetto dotato allora dal caratteristico motivo claustrale romano a scacchiera rosso-verde che influenzò in seguito i tetti del Municipio e della Parrocchiale della Maddalena.
La chiesa subì gravi danni nel 1806-07 durante l'assedio della città da parte dell'esercito di Napoleone. Nel 1856-57 l'edificio venne restaurato, ma durante i lavori crollò una parete esterna della navata sud, e con esso una parte della volta. Subito ricostruita e rinforzata la chiesa venne riconsacrata il 19 novembre 1858.
Due gravi incendi, nel 1975 e nel 1976, devastarono l'interno e le preziose opere contenute, fra cui lo splendido organo barocco eseguito a partire dal 1750 da Michael e Benjamin Engler, e terminato da Gottlieb Ziegler, nel 1761. Subito restaurata, l'organo venne ricostruito.

## Dimensioni
| Lunghezza: 68,2 m                       |
| Larghezza: 34,47 m                      |
| Altezza delle volte: 29,7 m             |
| Larghezza della navata centrale: 10,2 m |
| Altezza delle navate laterali: 13 m     |
| Altezza della Torre: 91,46 m            |